# Kloosterkerk Ichtershausen
De Kloosterkerk Ichtershausen (Duits: Klosterkirche Ichtershausen) is de protestantse parochiekerk van het dorp Ichtershausen in Thüringen. Tot de opheffing in 1539 was het de kerk van een cisterciënzer klooster.

## Geschiedenis

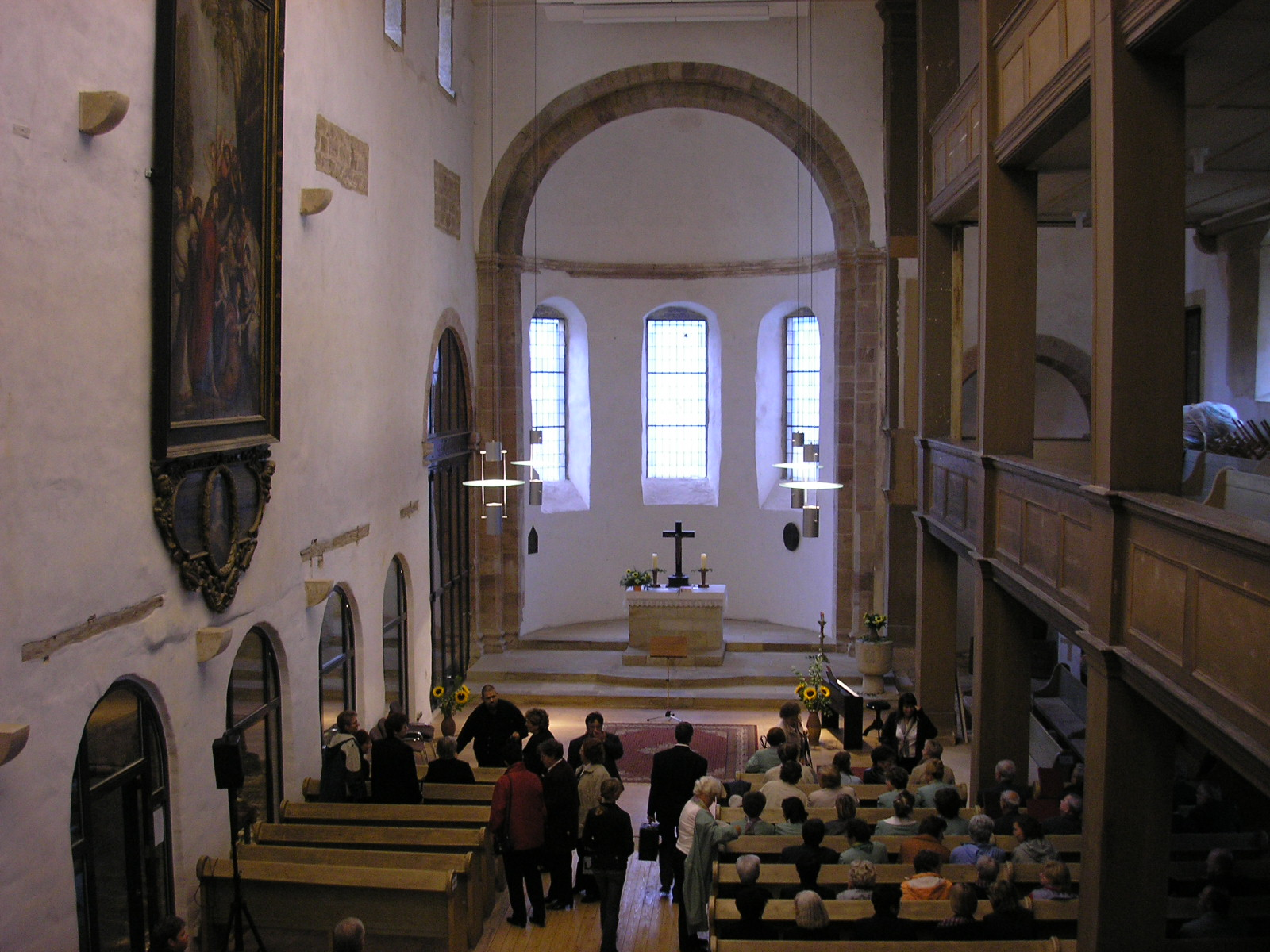
Interieur

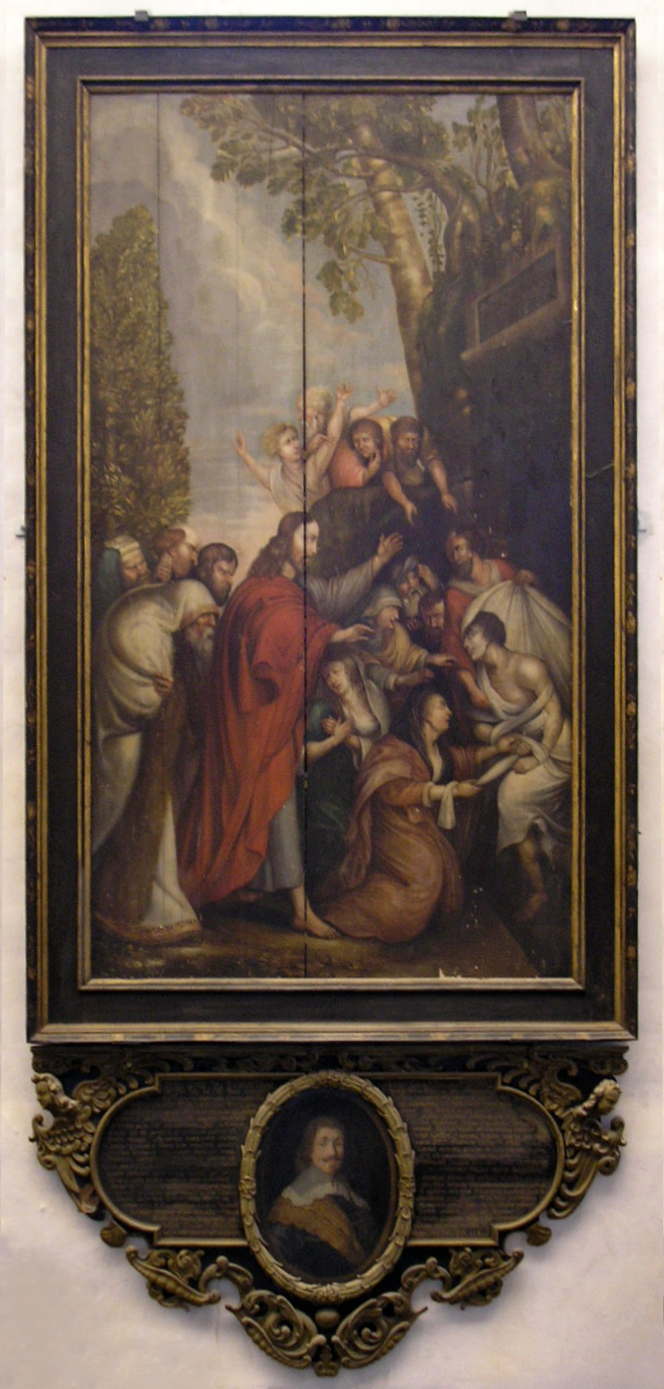
Schilderij aan de noordelijke muur

Omstreeks het jaar 1100 werd er begonnen met de bouw van de kerk. In 1133 volgde de wijding van het gebouw als eigenkerk van Frideruna van Grumbach. Het betrof een romaanse, drieschepige basiliek en een koorruimte met drie apsissen en twee forse torens aan de westelijke kant.
In het jaar 1147 werd het kerkgebouw een kloosterkerk van cisterciënzer nonnen.
Het kerkschip is met het hoofdgebouw van het Oude Slot (Alte Schloss) verbonden, echter de vroegere doorgangen zijn niet meer voorhanden. In 1602 werd het noordelijk schip en de pastorie van de kerk door brand verwoest. De resten van het noordelijk schip werden vervolgens afgebroken. Vanaf 1640 kregen de kloostergebouwen als nieuwe functie de residentie van hertog Bernhard I van Saksen-Meiningen. De voormalige kloostergebouwen werd van 1675 tot 1680 nog door een nieuwbouw vergroot. In 1877 kregen de sacrale en later adellijke gebouwen een nieuwe bestemming als gevangenis. deze functie zou het slot tot 2014 houden. 
De huidige kloosterkerk is het resultaat van een grondige verandering in de jaren 1721-1723. Toen werden het dak van het zuidelijke zijschip en de zuidelijke muur van het hoofdschip met de arcaden en lichtbeuk verwijderd en de zuidelijke muur van het nevenschip ter hoogte van de noordelijke muur opgetrokken. Sindsdien bezit het kerkgebouw één schip. Het gebouw kreeg een zadeldak, dat in de jaren 1991-1992 uit middelen van monumentenzorg gerenoveerd kon worden. 
In het begin van de jaren 1960 werden zowel de vorstenloge als het kanselaltaar verwijderd. Het noordelijke schip werd in 2000 in zeer vereenvoudigde wijze herbouwd door gevangenen van de Jeugdgevangenis Ichtershausen.

## Gebeurtenissen
Filips van Zwaben werd in 1198 in het klooster tot Duitse koning voorbestemd (daarna in Mühlhausen gekozen en in Mainz gekroond). 
In 1546 hielden de protestantse vorsten van het Schmalkaldisch Verbond hier een vergadering. 
De Duitse dichter Johann Wilhelm Hey was tussen 1832 en 1854 in de kerk werkzaam als predikant. Naast de kerk werd een monument voor hem opgericht. De graven van Hey en zijn vrouw, die zich op het kerkhof naast de kerk bevonden, bleven niet bewaard.

## Inrichting
In de kerk bevinden zich op de zuidelijke zijde twee galerijen. Het Thielemann-orgel wordt op dit moment gereconstrueerd. Voorts bevinden zich in de kerk nog enkele middeleeuwse schilderwerken.